# Rittergut Triestewitz

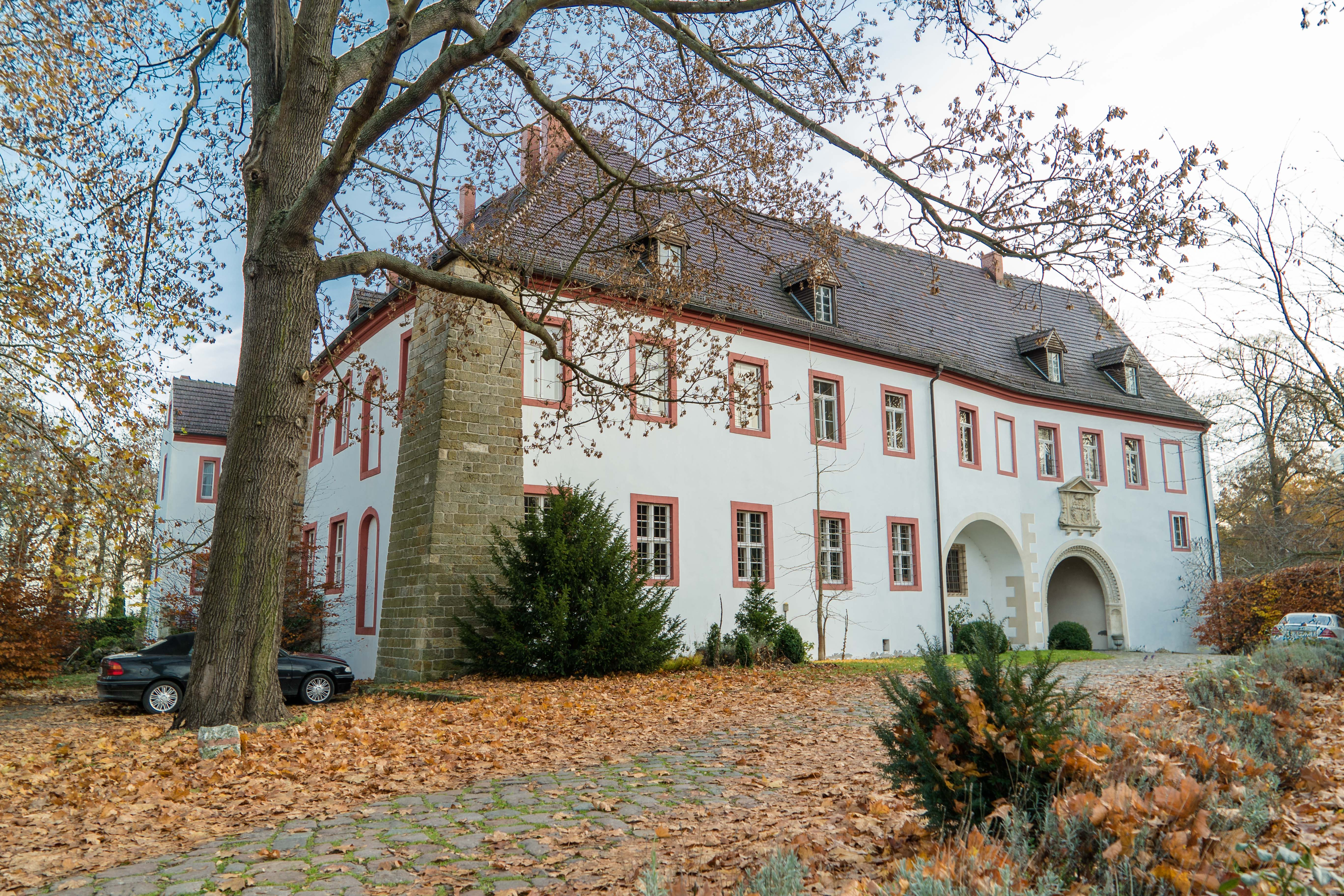
Rittergut Triestewitz (2015)

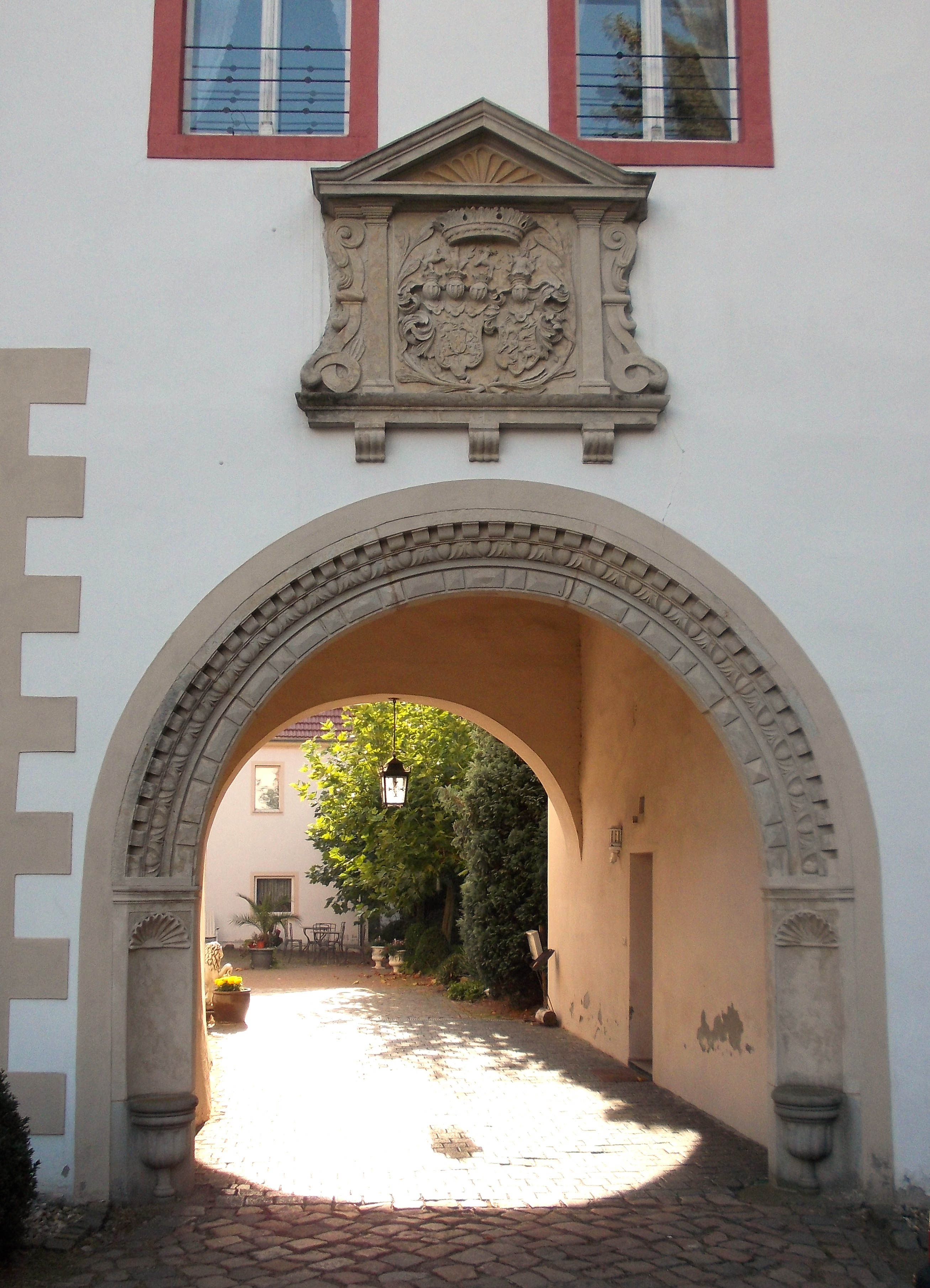
Allianzwappen über dem Sitznischenportal der Toreinfahrt zum Hof des Ritterguts

Das Rittergut Triestewitz oder Schloss Triestewitz ist ein unter Denkmalschutz stehender Gebäudekomplex mit zugehöriger Parkanlage im Ortsteil Triestewitz der Gemeinde Arzberg im Freistaat Sachsen. Es wird heute als Schlosshotel genutzt.

## Sachgesamtheit Rittergut / Schloss und Park Triestewitz
Folgende Einzeldenkmale der für den Altkreis Torgau vergleichsweise vollständig erhaltenen Gutsanlage bilden eine Sachgesamtheit: Herrenhaus mit Torhaus und Hintergebäude (Schlossstraße 37, 39), dazu Wirtschaftsgebäude (Schlossstraße 27, 29) sowie Scheune, Wirtschaftsgebäude und davor liegende Pferdetränke (Schlossstraße 31, 35) des ehemaligen Wirtschaftshofs, ehemaligem Gutsverwalterhaus (Schlossstraße 28) und Taubenhaus (hinter Schlossstraße 41), dem Gutspark mit Gartenbrücke und Grablege der Besitzerfamilie von Stammer (Gartendenkmal) sowie Wirtschaftsgebäuden (Schlossstraße 41, 43, 45) und die Fläche des Wirtschaftshofs.
Das Herrenhaus mit Turm ist eines der ältesten und bemerkenswertesten der Gegend; es ist baugeschichtlich, kunstgeschichtlich, künstlerisch, ortsgeschichtlich und landschaftsgestaltend von Bedeutung. Der Gutspark zeichnet sich durch seinen vielfältigen und wertvollen Bestand an Gehölzen aus.

## Geschichte
1251 erfolgte die erste urkundliche Erwähnung des sich im Besitz des Klosters Nimbschen befindlichen Orts Triestewitz. Wahrscheinlich bestand zu dieser Zeitpunkt bereits der bis heute im Kern des Herrenhauses erhaltene Wehrturm. Zu Beginn galt Triestewitz als Sitz von Vasallen verschiedener Adelsgeschlechter.
Die vom Kurfürsten von Sachsen begünstigte Familie von Runge baute ab 1557 das alte Herrenhaus von einer mittelalterlichen Wehranlage zu einem repräsentativen Wohnschloss im Stil der Renaissance um. 1580 brannte es nahezu vollständig ab und wurde anschließend von der Familie von Runge wiederaufgebaut.
Im Siebenjährigen Krieg brannte das Herrenhaus im Jahr 1758 erneut ab. Die Ruine wurde ein Jahr später von der Besitzerfamilie von Hartitzsch an die Familie von Theler verkauft, respektive über den Erbfall der vorherigen Hochzeit, denn Carl August von Theler war mit Esther Charlotte von Hartitzsch-Triestewitz liiert, wechselte die Besitzesfolge. Unter Major Carl August von Theler wurde jedenfalls nach 1764–1765 der Wiederaufbau des Herrenhauses veranlasst. Für das Jahr 1769 bestätigen weitere Schriftquellen nochmals den Besitz der von Theler.
1808 übernahm die Familie von Stammer das Rittergut. Sie bemühte sich im 19. Jahrhundert um die Gestaltung des Landschaftsparks im englischen Stil. Triestewitz war ein Allodialgut zu freien Händen des Besitzers. Die Stammreihe der Familie beginnt unter anderem mit Otto von Stammer (1799–1875), königlich sächsischer Kammerherr und Jagdjunker, verheiratet mit Bertha von Polenz (1808–1884). Deren dritter Sohn Ludwig (1843–1890) wird dann Herr auf Triestewitz, vermählt mit Agnes von Schönberg. Im Jahre 1922 weist das vorletzt publizierte Güter-Adressbuch der Provinz Sachsen für das Rittergut Triestewitz mit den Vorwerken Rödingen und Piestel konkret 683 ha aus, davon 220 ha Wald. Als Verwalter fungiert Bernhard Voigtländer, Oberinspektor. Eigentümer ist Arndt Volrath von Stammer als Erbe, von 1919 bis 1939 Ritter des Johanniterordens. Er stirbt 1940 bei einem Unfall mit einem Pferd. Der designierte Nachfolger, Sohn Henning-Eckard, starb als Leutnant bereits 1939. So wird Edelgarde von Stammer, geborene von Witzleben (1896–1975), als letzte Grundbesitzerin mit Wohnsitz auf Schloss Triestewitz geführt. Auch lebten ihre Eltern, Günter von Ziegler-Witzleben, Fideikommissherr Cunewalde und Erbadministrator der Klosterschule Roßleben, und die Mutter Margerete Rohr von Hallerstein, in Triestewitz.
Schloss Triestewitz war zu allen Zeiten Treffpunkt der adeligen Gesellschaft in der näheren Region und findet bis zuletzt Erwähnung in der Erinnerungskultur. Häufig waren die Leiter und ihre Familien des Gestüts Graditz zu Gast, vor allem die Grafen von Lehndorff.
Im Zuge der Bodenreform im September 1945 wurde die Familie von Stammer enteignet und vertrieben.
Heute wird das Gebäude als familiengeführtes Schlosshotel genutzt.

## Besitzerfolge
Falcke (mindestens 1525–1557); kursächsische Kammer in Dresden (1557); Runge (1578–1643); Erbengemeinschaft Runge (1643–1652); Kurfürst von Sachsen (1652); von Werthern (1652–1661); Johann Georg von Rechenberg (1661–1665); von Schönberg (1665–1678); Gräfin von Brandenstein, später verehelichte von der Schulenburg (1678–1687); Plötz (1687–1699); von Hartitzsch (1695–1759); von Theler (1759–1773); (von) Metzsch (1773–1803); Erbengemeinschaft von Metzsch (1803–1808); von Stammer (ab 1808).